# Aït Ourir
Aït Ourir (en tachelhit : ⴰⵢⵜ ⵓⵔⵉⵔ Ayt Urir, en arabe : آيت ورير) est une ville du Maroc. Elle est située dans la région de Marrakech-Safi.

## Géographie
Aït Ourir est située au sud-est de la plaine du Haouz, à vingt-sept kilomètres au sud-est de Marrakech. Bâtie au pied du Haut-Atlas, à une altitude de 670m, Aït Ourir est traversée dans la partie sud de la ville par le Zat, un important affluent de l'Oued Tensift. C'est la porte d'entrée de l'Imi n'Zat (la "bouche du Zat" en berbère), un couloir de 8 kilomètres planté de riches vergers et oliveraies au bout duquel sera bâti un important barrage hydroélectrique.

## Démographie
Principale ville de la province d'Al Haouz (bien que le chef-lieu de la province soit Tahannaout), la population d'Aït Ourir connaît depuis la fin du XXe siècle une forte croissance, passant de 12 162 habitants en 1994 à 20 005 en 2004. Cette croissance s'est maintenue au cours des années 2000 et 2010, la population de la municipalité s'élevant en 2014 à 39 108. La population est majoritairement berbérophone, 73% des habitants de la commune étant locuteurs du tachelhit.
La ville d'Aït Ourir est une ville notoirement pauvre. Le taux d'activité dans la commune d'Aït Ourir n'excède pas 44%.

## Transports
Aït Ourir est la principale ville-étape le long de la route nationale 9 reliant Marrakech à Ouarzazate. La RN9 contourne la ville par le sud avant de pénétrer dans le Haut-Atlas et d'entamer sa montée vers le Tizi n'Tichka. Aït Ourir est en outre reliée à Tnine Ourika (à 25 kilomètres au sud-ouest) et à Sidi Rahhal (située à 23 kilomètres au nord-est) par la RP 2010, qui longe les piémonts de l'Atlas.
Distante de Marrakech de 27 kilomètres, Aït Ourir est désormais reliée à la capitale régionale par une voie express de 18 kilomètres totalement dédoublée, inaugurée en 2017. Cette voie express entre dans le cadre de l'amélioration de la RN9 entre Marrakech et Ouarzazate.
En 2019, Aït Ourir était desservie par les deux lignes de bus périurbaines de Marrakech suivantes (exploitée par l'opérateur Alsa)  :
- 29  Bab Aghmat - Aït Ourir
- 40  Tahannaout - Aït Ourir via Tnine Ourika